# ماك موهان
ماك موهان هو ممثل هندي (وحمل سابقاً جنسية الراج البريطاني)، ولد في 24 أبريل 1938 في باكستان، وتوفي في 10 مايو 2010 في الهند.

## وصلات خارجية
- ماك موهان على موقع IMDb (الإنجليزية)
- ماك موهان على موقع قاعدة بيانات الفيلم (الإنجليزية)